# Dan Karaty
Daniel Quinten (Dan) Karaty (New York, 1 oktober 1976) is een Amerikaanse televisiepersoonlijkheid, danser, choreograaf en acteur. Hij heeft de choreografie verzorgd van sterren als Britney Spears, Justin Timberlake en Kylie Minogue.

## Levensloop
Karaty is jurylid in de Canadese, Australische en de Belgisch-Nederlandse versie van So You Think You Can Dance. Zijn werkterrein bevat daarnaast de Australische televisieshow Launch my Line en een aantal videoclips van onder anderen Pink en Cascada.
In 2010 werkte hij als coachend jurylid mee aan My Name Is Michael en sinds juli 2010 is hij te zien als vast jurylid van het RTL 4-programma Holland's Got Talent. Ook is hij de bedenker en hoofdjurylid van het programma The Ultimate Dance Battle dat te zien was in 2011 en 2012. Van 2013 tot en met 2015 zat hij in de jury van het RTL 4-programma Everybody Dance Now.
Sinds 2014 werkt hij als jurylid mee aan het programma Dansdate bij VTM.
Karaty woont afwisselend in Nederland en de Verenigde Staten. Hij is getrouwd en heeft een dochter en een zoon. In juni 2014 begon Karaty aan een cursus Nederlands aan het Taleninstituut Regina Coeli, beter bekend als de nonnen van Vught.
Van 2015 tot en met 2018 was Karaty als jurylid te zien in het RTL 4-programma Dance Dance Dance. Karaty werd door de overgang van het programma van RTL 4 naar SBS6 vervangen als jurylid door Jan Kooijman.
In het najaar van 2018 was Karaty een van de deelnemers aan het programma Boxing Stars, hij moest boksen tegen Tommie Christiaan. In de halve finale won hij het gevecht van Michael Boogerd waardoor hij zich plaatste voor de finale. In de halve finale raakte hij echter onbewust geblesseerd, deze blessure kwam later naar boven waardoor Karaty op doktersadvies voor de finale moest stoppen. De finale werd daarom overgenomen door Michael Boogerd. Sinds 2019 is Karaty onder meer te zien als jurylid bij Dancing with the Stars bij RTL. In 2020 kon hij vanwege de coronapandemie die dat jaar uitbrak niet jureren bij Holland's Got Talent, omdat hij door deze pandemie niet naar Nederland kon reizen. Dit werd overgenomen door Ali B.
In december 2021 werd bekend dat hij al jarenlang kampt met een alcoholprobleem waarvoor Karaty ook behandeld werd in een afkickkliniek.

## Filmografie

### Televisie
Als jurylid
- So You Think You Can Dance - RTL 5 / VTM (2008-2015)
- My Name Is Michael - RTL 4 / VTM (2010)
- Holland's Got Talent - RTL 4 (2010-2019; 2022–)
- The Ultimate Dance Battle - RTL 5 (2011-2012)
- Everybody Dance Now - RTL 4 (2013-2015)
- Dansdate - VTM (2014)
- Dance Dance Dance - RTL 4 (2015-2018)
- Battle on the Dancefloor - RTL 5 (2016)
- Belgium's Got Talent - VTM (2016-2019)
- Time to Dance - RTL 4 (2018)[9]
- Dancing with the Stars - RTL 4 (2019)
- Avastars - SBS6 (2023)

Als acteur
- Soof: een nieuw begin (2017-2018) - als 'Jim Cole'

Overig
- Peking Express - Net5 (2017), als deelnemer
- Boxing Stars - RTL 5 (2018), als deelnemer
- Make Up Your Mind - RTL 4 (2022-2023, 2025), in 2022 en 2025 als deelnemer en in 2023 als gastpanellid

### Film
- Soof (2013) - als 'Jim Cole'
- Soof 2 (2016) - als 'Jim Cole'
- Soof 3 (2023) - als 'Jim Cole'

### Bestseller 60
| Boeken met noteringen in de Nederlandse Bestseller 60 | Jaar van verschijnen | Datum van binnenkomst | Hoogste positie | Aantal weken | Opmerkingen |
| ----------------------------------------------------- | -------------------- | --------------------- | --------------- | ------------ | ----------- |
| If I'm Being Honest                                   | 2023                 | 20-09-2023            | 14              | 1            |             |